# Apologia (Apuleio)
L'Apologia o  Pro se de magia liber è il discorso di difesa pronunciato dallo scrittore latino Apuleio, accusato di dissolutezza e di magia dalla famiglia di sua moglie Pudentilla intorno al 158. 
Il testo è formato in totale da 103 capitoli.

## Contenuto
Nella prima parte dell'opera Apuleio risponde a tutte le accuse, in particolar modo ribatte punto su punto alle insinuazioni fatte sulla sua vita privata cercando anche di screditare gli accusatori. Inoltre, attraverso una captatio benevolentiae egli elogia il giudice, descrivendolo come una persona colta e comprensiva.
Nella seconda parte l'oratore smonta l'accusa più grave: egli infatti è accusato dalla famiglia della vedova Pudentilla (che era la moglie di Apuleio) di praticare la magia nera. I parenti di Pudentilla accusano Apuleio di aver utilizzato riti magici e incantamenti al fine di ottenere la mano della donna ed avere quindi accesso alla sua ricca dote. Apuleio non nega le sue nozioni di magia ma, dimostrando grande abilità oratoria, persuade i presenti che fa solamente uso di magia bianca, ovvero di magia benevola, estranea ad ogni fine personale. Emblematico è un estratto di questa seconda parte in cui si parla dell'igiene orale. I dentifrici infatti venivano spesso creati da persone tacciate come maghi. Gli accusatori avevano usato la descrizione della polvere creata per la pulizia dei denti come prova di magia nera. Nella risposta all'accusa Apuleio ridicolizza gli accusatori affermando che non c'è nulla di male nel curare l'igiene orale, e approfitta dell'occasione per esaltare l'importanza della bocca che deve essere curata in virtù del suo ruolo indispensabile nella vita dell'uomo. Un'altra accusa significativa contro Apuleio è quella di possedere uno specchio. Egli controbatte sostenendo che non si tratta di un oggetto di magia, ma che era utilizzato da numerosi filosofi interessati alla scienza ottica. Per giunta, anche lo stesso Socrate esortava i suoi seguaci a guardarsi allo specchio per vedere se i loro comportamenti fossero giusti e virtuosi quanto la bellezza esteriore della loro immagine riflessa.
Nell'ultima parte Apuleio passa in rassegna le tappe del matrimonio e delle vicende che lo hanno condotto al processo ed a conferma della sua innocenza adduce un documento in cui vi è scritto chiaramente che Pudentilla lascia tutta la sua eredità a suo figlio Pudente e non al marito. Infine, dal tono trionfale dell'opera e dal fatto che Apuleio rimase in vita, si può dedurre che al termine del processo egli fu quasi certamente assolto grazie alle sue persuadenti argomentazioni difensive.

## Stile
Tutta l'opera è esempio della grande abilità oratoria, tipica degli scrittori appartenenti alla Seconda sofistica, di Apuleio. Il discorso tende allo spettacolo suscitando stupore nei lettori e negli ascoltatori. Lo stile è dinamico, include un insieme di neologismi, arcaismi, termini ricercati e comuni.
Da alcune ricerche recenti si è notato che la redazione dell'Apologia tramandata dai manoscritti dev'essere un rifacimento a posteriori; la sua lunghezza, infatti, è eccessiva per la recitazione in tribunale e mancano le espressioni proprie di un dibattito processuale.